# Khosro I van Armenië

Armenië omstreeks 150

Khosro I van Armenië (Armeens: Խոսրով Ա) was koning van Armenië van 191 tot 217.
Khosro volgde zijn vader Vologases II in 191 op als koning van Armenië toen die als Vologases V hoge koning van de Parthen werd. Al die tijd was Armenië een vazalstaat van de Parthen, behalve van 197 tot 202 toen Armenië was bezet door het Romeinse Rijk onder Septimius Severus.
Khosro werd opgevolgd door zijn zoon Tiridates II van Armenië.